# Villars-Santenoge
Villars-Santenoge è un comune francese di 104 abitanti situato nel dipartimento dell'Alta Marna nella regione del Grand Est.

## Società

### Evoluzione demografica
Abitanti censiti